# Malgaščina
Malgaščina (malgaška izgovorjava: [malaˈɡasʲ]) je avstronezijski jezik in poleg francoščine uradni jezik Madagaskarja. Malgaščina je najbolj zahoden malajsko-polinezijski jezik, ki je na Madagarskar prispel okoli 5. stoletja našega štetja z naselitvijo avstronezijskih ljudstev s Sundskih otokov (približno 7.300 km stran). Malgaščina je ena izmed baritskih jezikov in je najtesneje povezana z manščino, ki ga še vedno govorijo na Borneu. Malgaščina vsebuje tudi številne malajske izposojenke iz časa zgodnje avstronezijske naselitve in trgovanja med Madagaskarjem in Sundskimi otoki. Po približno letu 1000 n. št. je malgaščina že vključevala številne bantujske in arabske izposojenke, ki so jih prinesli trgovci in novi naseljenci.
Na Madagaskarju in Komorih govori malgaščino približno 25 milijonov ljudi. Za večino prebivalcev Madagaskarja jim je malgaščina materinščina, prav tako je materinščina nekaterim ljudem malgaškega porekla. Malgaščina se deli na dvanajst narečij, ki jih razporejamo v zahodno in vzhodno skupino. Na osrednji planoti otoka, kjer se nahaja glavno mesto Antananarivo in staro središče kraljestva Merina, se govori merinsko narečje, ki predstavlja osnovo uradni malgaščini, ki jo uporabljajo vlada in mediji na Madagaskarju. V ustavi Četrte republike Madagaskar iz leta 2010 je uradna malgaščina poleg francoščine eden izmed dveh uradnih jezikov na Madagaskarju.
Malgaščina je pisana v latinici, ki so jo v začetku 19. stoletja uvedli zahodni misijonarji. Pred tem se je uporabljala soraba, ki je bila lokalna različica arabske pisave.